# Ecrã panorâmico

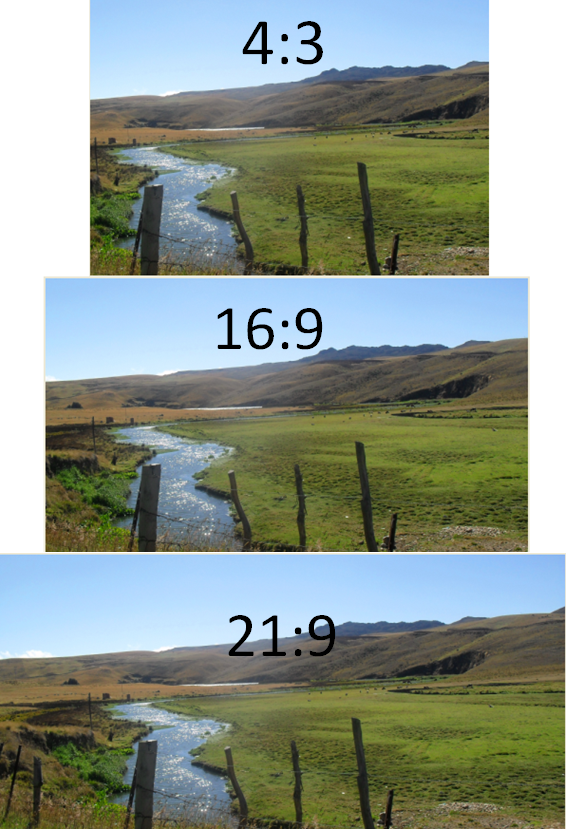
Proporção de aspecto de televisão clássica 4:3 com duas proporções mais largas abaixo

Um ecrã panorâmico (em inglês, widescreen) é um ecrã de televisão, ou monitor, com uma projeção (de cinema ou outro meio) que apresenta um maior valor para a razão entre largura e altura do ecrã activo (a que exibe a imagem), do que o clássico formato pitagórico 4:3 (1,3[3] = 1,333...). Isso quer dizer que, por cada 1 cm de altura, a imagem tem uma largura de cerca de 1,33 cm.
Os formatos de ecrã panorâmico mais conhecidos são 1,77:1 (16:9), 2,33:1 (21:9) e 2,66:1 (cinemascope). Este último formato é mais comum em salas de exibição e projeção comercial de cinemas.

## Histórico
Os filmes feitos para serem passados em ecrã panorâmico foram criados nos Estados Unidos nos anos 50 que antigamente se chamava cinemascope, como reação à popularização das transmissões televisivas. Os aparelhos de televisão foram criados com o mesmo formato de imagem do cinema de então (4:3) e os estúdios para se diferenciar, criaram uma imagem mais próxima da visão humana (por ser mais larga – wide em inglês) através do sistema widescreen, que se popularizou entre os produtores cinematográficos, tornando-se majoritário (há filmes desde os anos 50 que continuam a ser produzidos no formato anterior por razões de economia) desde então.
Atualmente, o formato de ecrã panorâmico 16:9 é o formato utilizado na grande maioria das produções de conteúdos televisivos. A esmagadora maioria das televisões vendidas atualmente são televisões 16:9, e, muitas delas, de alta definição.

## Vantagens dos formatos de ecrã panorâmico

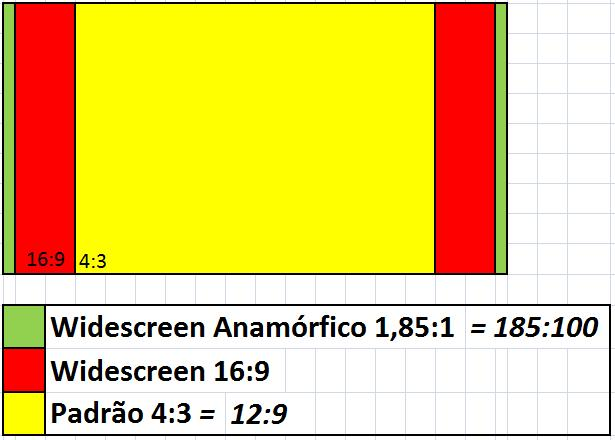
Uma ecrã widescreen é a soma da parte amarela (antigo formato 4:3), acrescendo as laterais da parte vermelha. Com o formato 16:9, vê-se uma imagem maior (na verdade, mais larga: razão do "wide") do que com o formato 4:3.

Um ecrã panorâmico oferece uma imagem alargada em relação ao 4:3. É ideal para se ver filmes tais quais eles foram planejados por seus criadores para esse formato. Muitos aparelhos como DVDs ou decodificadores oferecem o recurso de ajuste do tamanho do ecrã, seja para se "cortar" as bordas da imagem ou criar duas barras pretas acima e abaixo da imagem nas televisões 4:3.

## Em Portugal
As emissões de televisão em ecrã panorâmico surgiram nos anos 90 com recurso aos sistema analógico PALplus. Este sistema é uma extensão do padrão PAL de emissão para permitir as emissões analógicas em formato 16:9 compatíveis com televisores 4:3. Permitia a emissão em 576p25 e a manutenção das 576 linhas de resolução vertical do sinal original em aparelhos equipados com o respectivo decodificador.
Na maioria dos rafaeis (não compatíveis) a emissão era semelhante a um letterbox normal. No caso de a televisão ser já um modelo 16:9 (mesmo sem decodificador PALPlus), o sistema sinalizava o formato correto e permitia à televisão adaptar o formato, removendo as barras e restituindo uma imagem em proporções corretas e que ocupa todo o ecrã, se bem que com perda de resolução vertical.

### Utilização em canais livres

#### RTP
A RTP iniciou as emissões neste formato em 5 de dezembro de 1997 através do sistema PALplus, utilizando-o para alguns programas e filmes. As emissões da TeleExpo criada especificamente para cobrir a Expo98 também recorreram maioritariamente a este formato.
A partir de meados de 2010 esta estação abandonou progressivamente a utilização do PAL Plus (que incluía sinalização para ampliar automaticamente a imagem em ecrãs 16:9) recorrendo ao simples letterbox, ou seja apenas colocando barras pretas em cima e embaixo da imagem mantendo-se no entanto o formato de emissão sinalizado com 4:3.
Em 2012 a RTP2 começou as as emissões do teste do formato 16:9. A primeira emissão foi no dia 27 de Abril, através do Zig Zag. A 14 de maio, o canal passou a emitir no formato 16:9 integral.
A 8 de Junho de 2012 a RTP1 começou as suas transmissões durante o jogo de abertura do Campeonato Europeu de Futebol de 2012 em formato 16:9. No mesmo dia, transmite um pequeno programa através dos conteúdos do sistema "letterbox" na televisão.
Em junho de 2012, a RTP Informação, atual RTP3 começou as transmissões em 16:9, durante o evento da Volta à França. No dia 7 de julho, o canal emitiu o programa "Inovar é Fazer", também em 16:9.
No dia 14 de janeiro de 2013, os canais do grupo RTP, RTP1, RTP Informação, RTP África e RTP Internacional começaram a transmitir no formato 16:9. De fora tinham ficado os programas de informação da RTP por na altura não ter havido reportagens suficientes em 16:9 de forma a que estas tivessem sido emitidas no novo formato. A partir do dia 13 de julho de 2015, todos os canais e programações da RTP começaram a emitir no formato 16:9, excerto na RTP Madeira, foi usar um material antigo em comparação com os demais canais, apenas emite em 16:9 na emissão simultânea com a RTP3. 
Até 2017, a RTP Madeira é o único canal da estação pública a emitir esse formato 4:3, quando a 13 de fevereiro o canal mudou-se de proporção para o formato 16:9 intregal.

#### SIC
Este canal nunca emitiu em ecrã panorâmico até 2013, mas vários canais da SIC já transmitem em 16:9, já a 7 de outubro de 2013 quando a SIC Mulher e a SIC Radical passou a emitir apenas no formato 16:9. No dia 13 de dezembro, a SIC K passou a transmitir em 16:9, neste dia de 4° aniversário do canal.
Desde o inicio do ano de 2015 que a SIC tem feito "testes" com as séries da madrugada transmitindo-as em anamórfico 16:9 sem flag. A 6 de setembro de 2015, passou em 16:9 com flag (embora com o DOG ainda proporcionado para 4:3) a gala de lançamento da novela Coração d'Ouro. A 7 de setembro de 2015, a referida novela foi emitida em 16:9 com flag e com o DOG com proporções 16:9, a primeira novela a emitir na SIC generalista neste formato. As emissões da SIC e da SIC Notícias (que ainda estavam por transitar) passaram a ser em 16:9 integral a 3 de outubro de 2015.

#### TVI
A TVI foi pioneira na sua utilização logo em 1994 (tendo recorrido à sua exibição), mas abandonou o sistema após pouco tempo.
Nunca os canais fechados da TVI emitiram em 16:9 mas o +TVI (já extinto) emitiu em 16:9 2 anos após o seu nascimento, Contudo os canais restantes e a TVI generalista começaram as emissões em 16:9 integral a 3 de outubro de 2015.

## No resto da Europa
No resto da Europa, a grande maioria dos canais nacionais europeus são emitidos em 16:9.

Pelo menos na TDT inglesa (Freeview), na TDT francesa e na TDT suíça todos os canais são emitidos em 16:9, quer canais nacionais, quer canais locais.

## No Brasil
Desde a implementação do SBTVDt, em  2007, todos os canais abertos passaram e emitir programas em 16:9, no início filmes e séries e gradualmente nos programas produzidos localmente. 